# 王小华
王小华（1993年4月15日—），中国女子手球运动员，司职守门员。她代表中国参加了2013年世界女子手球锦标赛，最终获得第18名。她也参加了2017年世界女子手球锦标赛，获得第22名。